# ویجی وزیرانی
ویجی وزیرانی (هندی: विजय वीरकुमार वज़ीरानी؛ زادهٔ ۱۹۵۷) یک دانشمند رایانه، و استاد برجسته علوم رایانه هندی آمریکایی در دانشکده اطلاعات و علوم رایانه دونالد برن در دانشگاه کالیفرنیا، ارواین است. 
وی همچنین برندهٔ جوایزی همچون کمک‌هزینه گوگنهایم شده‌است.

## تحصیلات
وزیرانی در رشته مهندسی برق در موسسه فناوری هند تحصیل کرد. اما در سال دوم به MIT منتقل شد و مدرک کارشناسی خود را در رشته علوم رایانه از MIT در سال ۱۹۷۹ و دکترای خود را در سال ۱۹۸۳ از دانشگاه کالیفرنیا، برکلی دریافت کرد.